# 笹尾粂太郎
笹尾 粂太郎（ささお くめたろう、1871年4月14日〈明治4年2月25日〉- 1941年〈昭和16年〉1月29日）は、日本の哲学者である。

## 経歴
長門国、現在の山口県下関市に笹尾勝蔵の息子として生まれ、日本基督教会柳川教会で父から洗礼を受けた。山口高等学校に入学したが、経済的事情で明治学院神学部に転校。同じく、白金にあった自営館（現・巣鴨教会）で共同生活を送った。
明治学院から推薦されて、20歳で渡米し、オーバン神学校、コロンビア大学で学んだ。さらに、1896年にドイツに渡りベルリン大学、ハレ大学、ボン大学でキリスト教とカント哲学の研究を重ね、1899年に学位論文「カントの神概念」によりボン大学より哲学博士号を得た。
1900年10月シュネーダーの紹介で東北学院教授に就任し、神学と哲学を教えた。また、第二高等学校の講師も兼ねていた。1927年に明治学院に転任し、高等部部長として1934年の引退まで務めた。
1936年に共立女学校（横浜共立学園）の5代目校長に就任した。